# Vincetoxicum obovatum
Vincetoxicum obovatum är en oleanderväxtart som först beskrevs av Joseph Decaisne, och fick sitt nu gällande namn av Carl Ernst Otto Kuntze. Vincetoxicum obovatum ingår i släktet tulkörter, och familjen oleanderväxter. Inga underarter finns listade i Catalogue of Life.